# Phryxe commota
Phryxe commota là một loài ruồi trong họ Tachinidae.